# 海崎洋一郎
海崎 洋一郎（かいざき よういちろう、1933年5月26日 - 2019年1月20日）は、日本の経営者。ブリヂストン社長を務めた。福井県出身。

## 経歴
1956年に京都大学経済学部を卒業し、同年に北陸銀行に入行。1962年にブリヂストンタイヤに転じ、1985年3月に取締役に就任し、1986年8月に常務、1990年1月に専務を経て、1991年3月に副社長に就任し、1993年3月に社長に昇格。社長在任時には、傘下のアメリカのファイアストン社の経営を立て直し、2000年に同社のタイヤを装着した車の事故が相次いで起きた際にはリコール問題への対応に当たった。2001年3月に相談役に就任。
1997年4月に藍綬褒章を受章。
2019年1月20日心不全のために死去。85歳没。